# Sonic Blast
Sonic Blast, в Японии известная как G Sonic (яп. Ｇソニック Дзи Соникку) — видеоигра серии Sonic the Hedgehog, разработанная компанией Aspect и изданная Sega для портативной игровой системы Sega Game Gear в 1996 году. В 1997 году игра вышла на Sega Master System в Бразилии компанией Tectoy. Игра позже была портирована на различные игровые платформы нескольких поколений и входила в состав некоторых сборников.
Игра является сиквелом Sonic Triple Trouble. Характерной особенностью Sonic Blast является предварительно отрендеренная графика. Игровой процесс похож на предыдущие игры серии. Игроку даётся возможность играть за двух персонажей — ежа Соника и ехидну Наклза, обладающих уникальными способностями и противостоящих злодею доктору Роботнику. На протяжении игры нужно собирать Изумруды Хаоса, наличие которых открывает хорошую концовку игры.
Sonic Blast разрабатывалась для игровых систем Game Gear и Master System, таким образом став одной из последних игр для данных игровых систем. Игра получила неоднозначные отзывы от критиков. Из достоинств Sonic Blast обозреватели называли неплохую графику и игровой процесс, но медленная скорость игры и технические недостатки заставляли рецензентов понижать оценку проекту.

## Игровой процесс

Соник на уровне «Green Hill» (версия для Sega Game Gear). Отличительной чертой игры является отрендеренная графика, придающая эффект трёхмерности

Sonic Blast является жанровым платформером, выполненным в псевдотрёхмерной графике. По сюжету игры ёж Соник и ехидна Наклз объединяются, чтобы собрать Изумруды Хаоса и противостоять злодею доктору Роботнику, который с помощью силы этих камней хочет укрепить свою базу на Южном Острове.
Игровой процесс Sonic Blast похож на предыдущие игры серии. Игрок должен пройти пять зон («Green Hill», «Yellow Desert», «Red Volcano», «Blue Marine» и «Silver Castle»). Каждая зона разделена на три акта, причём в третьем игрок должен победить босса. Игрок должен собирать кольца, разбросанные по уровню, и являющиеся очками жизни. Как и в игре Sonic Triple Trouble, при атаке врага, персонаж потеряет только часть колец, а не все сразу, как в большинстве других играх серии. Если игрок потерпит урон от противника при отсутствии колец, то потеряет жизнь. На уровнях могут находиться мониторы, при разбивании которых, они дают игроку дополнительные кольца и другие возможности. Чтобы уничтожать противников — различных роботов доктора Роботника, персонаж должен прыгнуть на него, свернувшись в клубок. Прохождение каждого акта ограничено десятью минутами; в зависимости от затраченного на прохождение времени в конце акта игроку присуждаются бонусные очки. В случае смерти персонажа игра начинается заново, либо с контрольной точки. Дойдя до конца уровня, игрок должен отметить их завершение, коснувшись таблички с изображением Роботника.
На выбор игроку доступны два персонажа: ёж Соник и ехидна Наклз. Способности и приёмы Соника похожи на те, что использовались в предыдущих играх, но при этом у него появилась возможность делать двойной прыжок, который позволяет ему достичь больших высот. Наклз, как и в игре Sonic & Knuckles, умеет лазать по стенам и совершать планирующий полёт, благодаря которому он может перелетать на небольшие расстояния, постепенно теряя высоту.
Во втором акте каждой зоны находятся порталы в виде кольца, ведущие на специальные этапы. На этих этапах игрок должен собрать Изумруды Хаоса. Если игрок соберёт все из них, то откроется финальная битва с боссом, после прохождения которой игрок увидит хорошую концовку игры. Специальные этапы похожи на те, что представлены в играх Sonic the Hedgehog 2 и Sonic 3D. Игрок должен по пути собирать кольца и уворачиваться от препятствий. При прохождении уровня с 50 кольцами игрок получает Изумруд Хаоса.

## Разработка и выход игры
В разработке игры Sonic Blast принимала участие компания Aspect, которая до этого уже создала три другие игры серии для Sega Game Gear — Sonic 2, Sonic Chaos и Sonic Triple Trouble. Разработчики решили реализовать в новой игре отрендеренную в 3D графику, чтобы придать Sonic Blast более продвинутый вид по сравнению с другими играми для Game Gear. Команда черпала эти идеи из 16-битной игры от компании Nintendo — Donkey Kong Country, в которой использовались спрайты, отрендеренные в трёхмерной графике.
На момент выхода, Sonic Blast являлась одной из последних игр, разработанных для этой консоли и последней игрой приставки для японского рынка, несмотря на то, что поддержка Game Gear в Японии закончилась в 1995 году. Название Sonic Blast на территории США и Европы было выбрано по аналогии с игрой Sonic 3D Blast, которая также вышла в 1996 году, а сама Sonic Blast первоначально задумывалась как портированная версия Sonic 3D для консоли Game Gear.
Версия игры для консоли Sega Master System была выпущена годом позже на территории Бразилии. Изданием игры занималась компания Tectoy. Версия Sonic Blast для Master System отличалась от версии для Game Gear масштабированием — игра имела более высокое разрешение, благодаря чему уровни показаны с большими деталями по краям, а сами спрайты стали меньше, однако количество одновременно отображаемых цветов на экране уменьшилось. Кроме того, отмечались некоторые технические недочёты, такие как пониженная скорость игры.
Существует несколько портов для игровых систем различных поколений. Sonic Blast появилась на Windows и GameCube в качестве мини-игры в Sonic Adventure DX: Director’s Cut, и доступна в сборнике Sonic Mega Collection Plus. 18 апреля 2012 года в Японии и 14 июня того же года в Европе и Австралии, игра стала доступна для приставки Nintendo 3DS, посредством сервиса Nintendo eShop. Позднее, 20 июня 2013 года Sonic Blast стала доступна на 3DS на территории Северной Америки.

## Оценки и мнения
| Иноязычные издания  | Иноязычные издания |
| Издание             | Оценка             |
| ------------------- | ------------------ |
| AllGame             | [ 12 ]             |
| Power Sonic         | 8/10               |
| Retrogaming History | 8/10               |
| Nintendo Life       | 6/10               |
| Defunct Games       | C-                 |
| Retrocopy           | 5/10               |

Sonic Blast получила смешанные отзывы от критиков. В основном игру критиковали за низкую скорость и технические проблемы, но похвал удостоились игровой процесс и визуальный стиль.
Обозреватель португальского сайта Power Sonic оценил игру в 8 баллов из 10. Из достоинств рецензент отмечал в первую очередь хорошую графику и геймплей, в частности возможность играть за Наклза. Тем не менее, некоторые элементы игры были подвергнуты критике, такие как бои с боссами и уровни под водой, названные «ужасными». Также к недостаткам была отнесена разочаровывающая музыка. Но в целом критик отметил, что Sonic Blast получилась увлекательной игрой. Рецензент из итальянского сайта Retrogaming History также оценил Sonic Blast в 8 баллов из 10, назвав игру интересной и весёлой. На Nintendo Life оставили смешанный отзыв, отметив интересный геймплей и возможность играть за Наклза, но подвергнув критике неудачные уровни, а также «мутные цвета и шаткую анимацию». «Sonic Blast является довольно хорошей игрой про Соника, которую стоит опробовать интересующимся лицам и поклонникам» — заявил Джеймс Ньютон в своём итоге. На сайте AllGame Sonic Blast оценена в три с половиной звезды из пяти.
Однако некоторые обозреватели оценили игру менее положительно. Сирил Лэчил из сайта Defunct Games поставил Sonic Blast оценку «C-». Хотя критик позитивно оценил игровой процесс, но отметил среди недостатков графический стиль, неудобное управление и бонусы на уровнях. Также критике подверглась низкая скорость игры, вызванная техническими ограничениями приставки. Обозреватель сайта Retrocopy дал Sonic Blast оценку в 5 баллов из 10. Из достоинств игры были отмечены дизайн уровней, графика и музыка, но из-за медленного игрового процесса и спрайтов персонажей, занимающих большую часть экрана, рецензент понизил оценку.